# Club Gel Puigcerdà
Il Club Gel Puigcerdà è una squadra di hockey su ghiaccio spagnola, con sede nel comune catalano di Puigcerdà.

## Storia
Nacque nel 1956 all'interno del Pensionat d'Alta Muntanya cittadino. La prima partita fu giocata il 26 febbraio di quell'anno sulla superficie ghiacciata del lago. Un anno dopo veniva inaugurata una pista scoperta, due lo stadio coperto (quello attuale, il Club Poliesportiu Puigcerdà è stato inaugurato nel 1983).
È stato uno dei club fondatori (1972) della Superliga Española, il massimo campionato spagnolo, e se lo è aggiudicato 5 volte.
Dal 2006 ha anche una squadra femminile.

## Palmarès
- 5 Titoli nazionali: 1985-86, 1988-89, 2005-06, 2006-07 e 2007-08
- 10 Coppe del Re: 1982-83, 1983-84, 1985-86, 1986-87, 1991-92, 1998-99, 2003-04, 2004-05, 2006-07 e 2007-08
- 2 Coppa della Federazione: 2005-06, 2006-07